# Family Ties
Family Ties (Enredos de familia en España, Lazos de familia en Argentina y Chile, y Lazos familiares en Hispanoamérica) fue una comedia estadounidense. Se emitió en la NBC durante 7 temporadas, de 1982 a 1989. La comedia refleja la evolución en Estados Unidos desde el liberalismo cultural de los años sesenta y setenta hacia el conservadurismo de la década de los ochenta. Esto se expresa en la serie especialmente a través de la relación entre el joven republicano Alex P. Keaton (interpretado por Michael J. Fox) y sus padres exjipis: Elyse y Steven Keaton (Meredith Baxter y Michael Gross). El programa ganó varios premios, entre ellos tres premios Emmy consecutivos de Michael J. Fox como mejor actor en una serie de comedia.

## Resumen general
Durante los primeros años de la administración Reagan, Elyse y Steven Keaton (Meredith Baxter y Michael Gross) pertenecen a la generación del baby boom, exjipis y liberales, y se encargan de la crianza de sus tres hijos: Alex (Michael J. Fox), Mallory (Justine Bateman) y Jennifer (Tina Yothers) en los suburbios de Columbus (Ohio). Casados en 1964, Elyse, arquitecta independiente, y Steven, un administrador de una estación de televisión pública local, habían sido jipis en la década de 1960. El episodio «A Christmas Story», de la primera temporada, explica cómo fueron influenciados por John F. Kennedy y habían sido miembros del Cuerpo de Paz después de su matrimonio en 1964. Alex nació en 1965 en África. Mallory nació mientras Elyse y Steven eran estudiantes de la Universidad de California en Berkeley en 1967, y Jennifer nació la noche en que Richard Nixon ganó su segunda elección en 1972.
Gran parte del humor de la serie se centra en la división cultural durante la década de 1980, cuando los integrantes de las generaciones más jóvenes rechazaron la contracultura de la década de 1960 y abrazaron la política conservadora que llegó a definir la década de 1980. Tanto Alex como Mallory abrazaron la reaganomía y exhibían actitudes de derecha: Alex es un joven republicano y Mallory es una mujer joven más tradicional que su madre feminista. Jennifer, una chica atlética poco femenina e hija menor, comparte los valores de sus padres y solo quiere ser una chica normal. Unos años más tarde, Elyse y Steven tuvieron un cuarto hijo: Andrew, nacido en 1984.

## Personajes
- Michael Gross como Steven Keaton.
- Meredith Baxter como Elyse Keaton.
- Michael J. Fox como Alex P. Keaton.
- Justine Bateman como Mallory Keaton.
- Tina Yothers como Jennifer Keaton.
- Brian Bonsall como Andrew Keaton (temporadas 5-7).
- Marc Price como Irwin Skippy Handelman.
- Courteney Cox como Lauren Miller (temporadas 6-7).
- Scott Valentine como Nick Moore (temporadas 4-7).
- Tracy Pollan como Ellen Reed (temporada 4).

La serie fue vendida con el lema «De padres a la última, hijos carrozas». Originalmente, Elyse y Steven estaban destinados a ser los personajes principales. Sin embargo, el público reaccionó de manera tan positiva con Alex durante la grabación del cuarto episodio que se convirtió en el foco en la serie. Fox había recibido el papel después de que Matthew Broderick lo hubiera rechazado.
Entre los personajes secundarios destacan el vecino Irwin Skippy Handelman (Marc Price); el novio artista de Mallory, Nick Moore (Scott Valentine), y la feminista novia de Alex, Ellen Reed (Tracy Pollan, con quien Michael J. Fox más tarde se casaría). En la temporada 3, Elyse dio a luz a su cuarto hijo: Andrew (que fue interpretado por Brian Bonsall de la temporada 5 en adelante).

## Estrellas invitadas
Varias estrellas de Hollywood aparecieron en el programa antes de que fueran famosos o durante los primeros años de su carrera.
- Tom Hanks apareció durante la primera y segunda temporada como Ned, el hermano menor de Elyse.[4]
- Geena Davis interpretaba a una inepta gobernante.
- River Phoenix interpretó a un genio de las matemáticas de catorce años de edad que se enamora de Jennifer después de convertirse en tutor de Alex.
- Courteney Cox interpretó a Lauren, la novia de Alex al final de la serie.
- Julia Louis-Dreyfus, interpretó a una abogada en el episodio en dos partes Diario de una adolescente.
- Crispin Glover interpretó a uno de los amigos de Alex en el episodio Birthday Boy.
- Christina Applegate interpretó a Kitten, la tecladista de la banda de Jennifer, en el episodio Band on the Run.

## Audiencias
- 1982-1983: Fuera de la lista de los 30 programas más vistos.[6]
- 1983-1984: N.º 43 de la lista de programas más vistos.[7]
- 1984-1985: N.º 5, 18 847 800 hogares[8]
- 1985-1986: N.º 2, 25 770 000 hogares[9]
- 1986-1987: N.º 2, 28 579 800 hogares[10]
- 1987-1988: N.º 17, 15 327 800 hogares[11]
- 1988-1989: Fuera de la lista de los 30 programas más vistos.[12]

## Premios

### Premios Emmy
- 1988: Mejor actor en una serie de comedia (Michael J. Fox)
- 1987: Mejor actor en una serie de comedia (Michael J. Fox), mejor guion de una serie de comedia, mejor dirección técnica
- 1986: Mejor actor en una serie de comedia (Michael J. Fox)

### Globos de Oro
- 1989: Mejor actuación de un actor en una serie de TV (Michael J. Fox)